# Of Human Feelings
 (octobre 2021).
Of Human Feelings est un album studio du saxophoniste et compositeur de jazz Ornette Coleman. Il est sorti en 1982 sur le label Antilles Records (en).
Il a été enregistré le 25 avril 1979 aux CBS Studios de New York avec son groupe nommé Prime Time, c'est-à-dire les guitaristes Charlie Ellerbee et Bern Nix (en), le bassiste Jamaaladeen Tacuma et les batteurs Calvin Weston et Denardo Coleman (en) ; ce dernier étant le fils de Coleman.

## Titres
Face A
1. Sleep Talk - 3:34
2. Jump Street - 4:24
3. Him and Her - 4:20
4. Air Ship - 6:11

Face B
1. What Is the Name of That Song? - 3:58
2. Job Mob - 4:57
3. Love Words - 2:54
4. Times Square - 6:03